# Josip Drmić
Josip Drmić (Lachen, 8 agosto 1992) è un calciatore svizzero, attaccante svincolato.

## Caratteristiche tecniche
È un centravanti completo, dalla falcata potente, tecnico, imprevedibile, dinamico e allo stesso tempo dotato di un innato senso del gol, può essere impiegato anche da seconda punta o come attaccante esterno in un 4-3-3.

## Carriera

### Club
Ha esordito in massima serie svizzera nella stagione 2009-2010 in FC Zurigo-Neuchatel Xamax (0-0), il 6 febbraio 2010, entrando all'87' in sostituzione di Xavier Margairaz.
Il 5 luglio 2013 il Norimberga lo acquista a titolo definitivo dallo Zurigo. Nella stagione 2013-2014 Drmić mette a segno 17 goal con il club, e il 12 maggio 2014 il Bayer Leverkusen ne annuncia l'acquisto insieme al dettaglio del contratto della durata di 5 anni.
Il 17 giugno 2015, dopo un solo anno trascorso con le aspirine, viene acquistato dal Borussia Mönchengladbach, con cui firma un contratto quadriennale.
Il 25 giugno 2019 firma un contratto triennale, per il Norwich City, club neo-promosso in Premier League. Il 5 febbraio 2021 è stato ceduto in prestito fino a fine stagione tra le file del Rijeka. Il 6 luglio seguente il prestito viene rinnovato.
Il 7 giugno 2022 viene ceduto a titolo definitivo alla Dinamo Zagabria.

### Nazionale
Gioca la sua prima partita con la Svizzera Under-21 a Varese il 10 agosto 2011 in occasione dell'amichevole contro l'Italia Under-21. Segna nella stessa occasione la sua prima rete con la maglia rossocrociata battendo il portiere azzurro Carlo Pinsoglio.
L'11 settembre 2012 fa il suo esordio con la nazionale maggiore allo Swissporarena di Lucerna sostituendo Granit Xhaka nei minuti di recupero della partita contro Albania, valida per le qualifiche della Coppa del Mondo 2014 e vinta per 2-0. Il 5 marzo 2014, nell'AFG Arena di San Gallo gioca la sua prima gara da titolare in occasione della partita contro la Croazia, di cui è originario, e segna le sue prime reti con la maglia rossocrociata con una doppietta.
Josip è stato convocato per i Mondiali 2014 e anche per i Mondiali 2018 dalla Nazionale elvetica, andando a segno in occasione della sua seconda partecipazione alla rassegna, nella partita della fase a gironi pareggiata 2-2 contro la Costa Rica. Dopo i Mondiali 2018 viene convocato per la fase finale della UEFA Nations League giocando la semifinale contro il Portogallo persa 3-1 e la finale per il terzo e quarto posto contro l'Inghilterra, finita con la sconfitta della nazionale svizzera ai rigori a causa del suo errore dal dischetto.

## Statistiche

### Presenze e reti nei club
Statistiche aggiornate al 18 maggio 2019.
| Stagione                   | Squadra                    | Campionato                 | Campionato | Campionato | Coppe nazionali | Coppe nazionali | Coppe nazionali | Coppe internazionali | Coppe internazionali | Coppe internazionali | Altre coppe | Altre coppe | Altre coppe | Totale | Totale |
| Stagione                   | Squadra                    | Comp                       | Pres       | Reti       | Comp            | Pres            | Reti            | Comp                 | Pres                 | Reti                 | Comp        | Pres        | Reti        | Pres   | Reti   |
| -------------------------- | -------------------------- | -------------------------- | ---------- | ---------- | --------------- | --------------- | --------------- | -------------------- | -------------------- | -------------------- | ----------- | ----------- | ----------- | ------ | ------ |
| 2009-2010                  | Zurigo                     | SL                         | 4          | 0          | CS              | 0               | 0               | UCL                  | 0                    | 0                    | -           | -           | -           | 4      | 0      |
| 2010-2011                  | Zurigo                     | SL                         | 7          | 0          | CS              | 0               | 0               | -                    | -                    | -                    | -           | -           | -           | 7      | 0      |
| 2011-2012                  | Zurigo                     | SL                         | 20         | 5          | CS              | 3               | 3               | UCL+UEL              | 3+2                  | 0                    | -           | -           | -           | 28     | 8      |
| 2012-2013                  | Zurigo                     | SL                         | 31         | 13         | CS              | 4               | 4               | -                    | -                    | -                    | -           | -           | -           | 35     | 17     |
| Totale Zurigo              | Totale Zurigo              | Totale Zurigo              | 62         | 18         |                 | 7               | 7               |                      | 5                    | 0                    |             |             |             | 74     | 25     |
| 2013-2014                  | Norimberga                 | BL                         | 33         | 17         | CG              | 1               | 0               | -                    | -                    | -                    | -           | -           | -           | 34     | 17     |
| 2014-2015                  | Bayer Leverkusen           | BL                         | 25         | 6          | CG              | 4               | 0               | UCL                  | 9                    | 0                    | -           | -           | -           | 38     | 6      |
| 2015-feb. 2016             | Borussia M'gladbach        | BL                         | 13         | 1          | CG              | 3               | 0               | UCL                  | 3                    | 0                    | -           | -           | -           | 19     | 1      |
| feb.-giu. 2016             | Amburgo                    | BL                         | 6          | 1          | CG              | 0               | 0               | -                    | -                    | -                    | -           | -           | -           | 6      | 1      |
| 2016-2017                  | Borussia M'gladbach        | BL                         | 12         | 0          | CG              | 1               | 0               | UCL+UEL              | 0+3                  | 0                    | -           | -           | -           | 16     | 0      |
| 2017-2018                  | Borussia M'gladbach        | BL                         | 13         | 4          | CG              | 1               | 0               | -                    | -                    | -                    | -           | -           | -           | 14     | 4      |
| 2018-2019                  | Borussia M'gladbach        | BL                         | 5          | 2          | CF              | 0               | 0               | UEL                  | 0                    | 0                    | -           | -           | -           | 5      | 2      |
| Totale Borussia M'gladbach | Totale Borussia M'gladbach | Totale Borussia M'gladbach | 43         | 7          |                 | 5               | 0               |                      | 6                    | 0                    |             | -           | -           | 54     | 7      |
| 2019-2020                  | Norwich City               | FLC                        | 21         | 1          | FACup+CdL       | 3+0             | 2+0             | -                    | -                    | -                    | -           | -           | -           | 24     | 3      |
| feb.-giu. 2021             | Rijeka                     | 1. HNL                     | 16         | 6          | CC              | 2               | 1               | -                    | -                    | -                    | -           | -           | -           | 18     | 7      |
| 2021-2022                  | Rijeka                     | 1. HNL                     | 30         | 21         | CC              | 3               | 3               | UECL                 | 4                    | 1                    | -           | -           | -           | 37     | 25     |
| Totale Rijeka              | Totale Rijeka              | Totale Rijeka              | 46         | 27         |                 | 5               | 4               |                      | 4                    | 1                    |             | -           | -           | 55     | 32     |
| 2022-2023                  | Dinamo Zagabria            | 1. HNL                     | 35         | 6          | CC              | 4               | 6               | UCL                  | 11                   | 2                    | SC          | 1           | 0           | 51     | 14     |
| Totale carriera            | Totale carriera            | Totale carriera            | 271        | 83         |                 | 29              | 19              |                      | 35                   | 3                    |             | 1           | 0           | 336    | 105    |

### Cronologia presenze e reti in nazionale
| Cronologia completa delle presenze e delle reti in nazionale ― Svizzera | Cronologia completa delle presenze e delle reti in nazionale ― Svizzera | Cronologia completa delle presenze e delle reti in nazionale ― Svizzera | Cronologia completa delle presenze e delle reti in nazionale ― Svizzera | Cronologia completa delle presenze e delle reti in nazionale ― Svizzera | Cronologia completa delle presenze e delle reti in nazionale ― Svizzera | Cronologia completa delle presenze e delle reti in nazionale ― Svizzera | Cronologia completa delle presenze e delle reti in nazionale ― Svizzera |
| Data                                                                    | Città                                                                   | In casa                                                                 | Risultato                                                               | Ospiti                                                                  | Competizione                                                            | Reti                                                                    | Note                                                                    |
| ----------------------------------------------------------------------- | ----------------------------------------------------------------------- | ----------------------------------------------------------------------- | ----------------------------------------------------------------------- | ----------------------------------------------------------------------- | ----------------------------------------------------------------------- | ----------------------------------------------------------------------- | ----------------------------------------------------------------------- |
| 11-9-2012                                                               | Lucerna                                                                 | Svizzera                                                                | 2 – 0                                                                   | Albania                                                                 | Qual. Mondiali 2014                                                     | -                                                                       | 91’                                                                     |
| 8-6-2013                                                                | Ginevra                                                                 | Svizzera                                                                | 1 – 0                                                                   | Cipro                                                                   | Qual. Mondiali 2014                                                     | -                                                                       | 73’                                                                     |
| 6-9-2013                                                                | Berna                                                                   | Svizzera                                                                | 4 – 4                                                                   | Islanda                                                                 | Qual. Mondiali 2014                                                     | -                                                                       | 76’ 89’                                                                 |
| 15-11-2013                                                              | Seul                                                                    | Corea del Sud                                                           | 2 – 1                                                                   | Svizzera                                                                | Amichevole                                                              | -                                                                       | 85’                                                                     |
| 5-3-2014                                                                | San Gallo                                                               | Svizzera                                                                | 2 – 2                                                                   | Croazia                                                                 | Amichevole                                                              | 2                                                                       |                                                                         |
| 30-5-2014                                                               | Lucerna                                                                 | Svizzera                                                                | 1 – 0                                                                   | Giamaica                                                                | Amichevole                                                              | 1                                                                       | 46’                                                                     |
| 3-6-2014                                                                | Lucerna                                                                 | Svizzera                                                                | 2 – 0                                                                   | Perù                                                                    | Amichevole                                                              | -                                                                       | 64’                                                                     |
| 15-6-2014                                                               | Brasilia                                                                | Svizzera                                                                | 2 – 1                                                                   | Ecuador                                                                 | Mondiali 2014 - 1º turno                                                | -                                                                       | 75’                                                                     |
| 20-6-2014                                                               | Salvador                                                                | Svizzera                                                                | 2 – 5                                                                   | Francia                                                                 | Mondiali 2014 - 1º turno                                                | -                                                                       | 69’                                                                     |
| 25-6-2014                                                               | Manaus                                                                  | Honduras                                                                | 0 – 3                                                                   | Svizzera                                                                | Mondiali 2014 - 1º turno                                                | -                                                                       | 74’                                                                     |
| 1-7-2014                                                                | San Paolo                                                               | Argentina                                                               | 1 – 0 dts                                                               | Svizzera                                                                | Mondiali 2014 - Ottavi di finale                                        | -                                                                       | 82’                                                                     |
| 8-9-2014                                                                | Basilea                                                                 | Svizzera                                                                | 0 – 2                                                                   | Inghilterra                                                             | Qual. Euro 2016                                                         | -                                                                       | 64’                                                                     |
| 9-10-2014                                                               | Maribor                                                                 | Slovenia                                                                | 1 – 0                                                                   | Svizzera                                                                | Qual. Euro 2016                                                         | -                                                                       | 74’                                                                     |
| 14-10-2014                                                              | Serravalle                                                              | San Marino                                                              | 0 – 4                                                                   | Svizzera                                                                | Qual. Euro 2016                                                         | -                                                                       | 46’                                                                     |
| 15-11-2014                                                              | San Gallo                                                               | Svizzera                                                                | 4 – 0                                                                   | Lituania                                                                | Qual. Euro 2016                                                         | 1                                                                       | 63’ 66’                                                                 |
| 18-11-2014                                                              | Breslavia                                                               | Polonia                                                                 | 2 – 2                                                                   | Svizzera                                                                | Amichevole                                                              | 1                                                                       | 77’                                                                     |
| 27-3-2015                                                               | Lucerna                                                                 | Svizzera                                                                | 3 – 0                                                                   | Estonia                                                                 | Qual. Euro 2016                                                         | -                                                                       | 62’                                                                     |
| 31-3-2015                                                               | Zurigo                                                                  | Svizzera                                                                | 1 – 1                                                                   | Stati Uniti                                                             | Amichevole                                                              | -                                                                       | 56’                                                                     |
| 10-6-2015                                                               | Thun                                                                    | Svizzera                                                                | 3 – 0                                                                   | Liechtenstein                                                           | Amichevole                                                              | -                                                                       | 46’                                                                     |
| 14-6-2015                                                               | Vilnius                                                                 | Lituania                                                                | 1 – 2                                                                   | Svizzera                                                                | Qual. Euro 2016                                                         | 1                                                                       | 81’                                                                     |
| 5-9-2015                                                                | Basilea                                                                 | Svizzera                                                                | 3 – 2                                                                   | Slovenia                                                                | Qual. Euro 2016                                                         | 2                                                                       | 64’                                                                     |
| 8-9-2015                                                                | Londra                                                                  | Inghilterra                                                             | 2 – 0                                                                   | Svizzera                                                                | Qual. Euro 2016                                                         | -                                                                       | 63’                                                                     |
| 9-10-2015                                                               | San Gallo                                                               | Svizzera                                                                | 7 – 0                                                                   | San Marino                                                              | Qual. Euro 2016                                                         | -                                                                       | 77’                                                                     |
| 13-11-2015                                                              | Trnava                                                                  | Slovacchia                                                              | 3 – 2                                                                   | Svizzera                                                                | Amichevole                                                              | 1                                                                       | 58’                                                                     |
| 17-11-2015                                                              | Vienna                                                                  | Austria                                                                 | 1 – 2                                                                   | Svizzera                                                                | Amichevole                                                              | -                                                                       | 71’                                                                     |
| 25-3-2017                                                               | Ginevra                                                                 | Svizzera                                                                | 1 – 0                                                                   | Lettonia                                                                | Qual. Mondiali 2018                                                     | 1                                                                       | 65’                                                                     |
| 27-3-2018                                                               | Basilea                                                                 | Svizzera                                                                | 6 – 0                                                                   | Panama                                                                  | Amichevole                                                              | -                                                                       | 47’                                                                     |
| 3-6-2018                                                                | Vila-real                                                               | Spagna                                                                  | 1 – 1                                                                   | Svizzera                                                                | Amichevole                                                              | -                                                                       | 46’                                                                     |
| 8-6-2018                                                                | Lugano                                                                  | Svizzera                                                                | 2 – 0                                                                   | Giappone                                                                | Amichevole                                                              | -                                                                       | 83’                                                                     |
| 22-6-2018                                                               | Kaliningrad                                                             | Serbia                                                                  | 1 – 2                                                                   | Svizzera                                                                | Mondiali 2018 - 1º turno                                                | -                                                                       | 90+3’                                                                   |
| 27-6-2018                                                               | Nižnij Novgorod                                                         | Svizzera                                                                | 2 – 2                                                                   | Costa Rica                                                              | Mondiali 2018 - 1º turno                                                | 1                                                                       | 69’                                                                     |
| 3-7-2018                                                                | San Pietroburgo                                                         | Svezia                                                                  | 1 – 0                                                                   | Svizzera                                                                | Mondiali 2018 - Ottavi di finale                                        | -                                                                       |                                                                         |
| 5-6-2019                                                                | Porto                                                                   | Portogallo                                                              | 3 – 1                                                                   | Svizzera                                                                | UEFA Nations League 2018-2019 - Semifinale                              | -                                                                       | 89’                                                                     |
| 9-6-2019                                                                | Guimarães                                                               | Svizzera                                                                | 0 – 0 dts (5 – 6 dtr)                                                   | Inghilterra                                                             | UEFA Nations League 2018-2019 - Finale 3º posto                         | -                                                                       | 87’                                                                     |
| 12-10-2019                                                              | Copenaghen                                                              | Danimarca                                                               | 1 – 0                                                                   | Svizzera                                                                | Qual. Euro 2020                                                         | -                                                                       | 88’                                                                     |
| Totale                                                                  |                                                                         | Presenze                                                                | 35                                                                      |                                                                         | Reti                                                                    | 11                                                                      |                                                                         |

## Palmarès

### Club

#### Competizioni nazionali
- Campionato inglese di seconda divisione: 1

Norwich City: 2020-2021
- Supercoppa di Croazia: 2

Dinamo Zagabria: 2022, 2023
- Campionato croato: 2

Dinamo Zagabria: 2022-2023, 2023-2024
- Coppa di Croazia: 1

Dinamo Zagabria: 2023-2024

### Individuale
- Capocannoniere della Coppa di Croazia: 1

2022-2023 (6 reti)